# Great Saxham
Great Saxham är en ort i civil parish The Saxhams, i distriktet West Suffolk i grevskapet Suffolk i England. Orten är belägen 6 km från Bury St Edmunds. År 1988 blev den en del av den då nybildade The Saxhams. Parish hade 189 invånare år 1961.